# Роза-бал

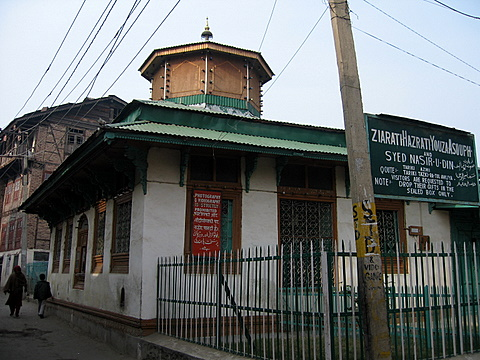
Роза-бал

Роза-бал — мавзолей мусульманского святого Юз Асафа, которого мусульмане-ахмади отождествляют с Иисусом Христом.
Расположен в районе Кханьяр города Шринагара, Джамму и Кашмир, Индия и почитается некоторыми мусульманами, индуистами и буддистами. Это место является священным в ахмадийском движении, последователи которого почитают Иисуса Христа как великого пророка Бога. Основатель этой исламской традиции Мирза Гулам Ахмад писал, что Иисус Христос переселился в Кашмир. В соответствии с ахмадийским учением, Иисус был пригвождён к кресту, но выжил. Затем он в бессознательном состоянии был переложен в гроб и после 3 дней и 3 ночей вышел из гробницы. После этого он посетил своих товарищей и отправился на восток. Согласно местной легенде, прибывший в Кашмир Иисус женился, имел несколько детей и умер в глубокой старости.
Мавзолей представляет собой низкое прямоугольное здание, огороженное железной оградой. Утверждается, что внутри находится гробница с телом Иисуса и каменный отпечаток его стопы со следами ран, полученных при распятии.
До недавнего времени, о мавзолее заботились предполагаемые потомки похороненного пророка. В настоящее время за ним присматривает руководящий совет, состоящий из мусульман-суннитов. Недавно умерший Сахибзада Башарам Салим, присматривавший за мавзолеем много лет, утверждал, что был прямым потомком Юз Асафа, которого он отождествлял с Иисусом Христом.
В 2006 году Би-би-си выпустила документальный фильм об истории Юз Асафа под названием «Умер ли Иисус?».
В 2010 году из-за религиозных волнений власти штата Кашмир приняли решение закрыть мавзолей.